# Rika Usami
Rika Usami (宇佐美 里香 Usami Rika?, Tokio, 20 de febrero de 1986) es una practicante japonesa de karate Shito-ryu conocida por su victoria en el Campeonato Mundial de Karate de 2012.

## Primeros años
Usami nació el 20 de febrero de 1986 en Tokio, Japón. Dijo en una entrevista que comenzó a practicar kárate cuando tenía 10 años al unirse a un dojo estilo Goju-ryu ubicado cerca de la casa de su familia en Tokio, después de ver a una luchadora en la televisión. Su hermano mayor había estado practicando karate y ocasionalmente dejaba que Usami usara su Karategi, hecho que la ayudó mucho cuando decidió finalmente comenzar a practicar Karate por ella misma.
Su primer torneo de kárate fue cuando era cinturón verde a los 12 años en la escuela primaria. No participó en grandes torneos hasta los 15 años. Ganó por primera vez un gran torneo a los 17 años en el campeonato nacional de secundaria.